# Odondebuenia balearica
Az Odondebuenia balearica a csontos halak (Osteichthyes) főosztályának a sugarasúszójú halak (Actinopterygii) osztályába, ezen belül a sügéralakúak (Perciformes) rendjébe, a gébfélék (Gobiidae) családjába és a Gobiinae alcsaládjába tartozó faj.
Nemének egyetlen faja.

## Előfordulása
Az Odondebuenia balearica csakis a Földközi-tengerben fordul elő.

## Megjelenése
Ez a gébféle legfeljebb 3,2 centiméter hosszú.

## Életmódja
Szubtrópusi és tengeri hal, amely 20-70 méteres mélységekben, a korallszirteken él.